# Sphinx franckii
Franck's Sphinx Moth (Sphinx franckii) là một loài bướm đêm thuộc họ Sphingidae. Nó được tìm thấy ở lowland deciduous woodland in miền đông Hoa Kỳ, ranging from New York to miền bắc Florida phía đông đến Missouri và Louisiana.
Sải cánh dài 100–128 mm. There is one generation in phía bắc con trưởng thành bay từ cuối tháng 6 đến đầu tháng 7. In the south, there may be a partial second generation con trưởng thành bay từ tháng 8 đến tháng 9.
Ấu trùng ăn Fraxinus species.